# Steven Novella
Steven Paul Novella (Danbury, 29 luglio 1964) è un neurologo e blogger statunitense, conosciuto anche per la sua attività nell'ambito dello scetticismo scientifico statunitense.

## Biografia

### Carriera
Novella ha conseguito il titolo di dottore in medicina (M.D.) alla Georgetown University School of Medicine nel 1991. Conclusi gli studi, ha compiuto il tirocinio a New Haven presso il Yale-New Haven Hospital, quindi ha ottenuto una borsa di studio alla Yale University School of Medicine, dove ha conseguito l'abilitazione specialistica in neurologia nel 1998. Successivamente  è entrato a far parte della stessa Yale University School of Medicine, dove è divenuto professore assistente e direttore della Divisione di Neurologia Generale del Dipartimento di Neurologia.
L'attività professionale di Novella si svolge nel campo delle malattie neuromuscolari, con particolare riguardo a neuropatie periferiche, sclerosi laterale amiotrofica, miastenia gravis, oltre ad affrontare il trattamento del dolore neuropatico.

### Attività nel campo dello scetticismo
Novella è presidente e cofondatore della New England Skeptical Society, che organizza il podcast The Skeptic's Guide to the Universe. Inoltre collabora con il giornale New Haven Advocate e contribuisce a diversi blog. Negli USA Novella è apparso in molti programmi televisivi, tra cui Penn & Teller:Bullshit!. Nel gennaio del 2010 è entrato a far parte del Committee for Skeptical Inquiry. Gli interessi scettici di Novella si concentrano in particolare su astrologia, fenomeni paranormali e ufologia; in quest'ultimo campo è un sostenitore dell'ipotesi psicosociale sugli UFO.
Per la sua formazione professionale, Novella è molto attivo nel campo dello scetticismo scientifico medico ed ha pubblicato articoli sull'omeopatia e sulle ipotesi alternative sull'AIDS. Fa parte del comitato scientifico della rivista Quackwatch, è editore associato della rivista Scientific Review of Alternative Medicine ed è editore esecutivo del blog Science-Based Medicine. Tiene inoltre il blog Neurologica, che ha come oggetto "scetticismo, neuroscienze e pensiero critico".